# Lista de jogos da série Pokémon
Esta é uma lista de jogos eletrônicos do Pokémon da série de RPG e outros gêneros (incluindo quebra-cabeça e digitais pet-jogos) desenvolvido pela Game Freak e publicado pela Nintendo. Os jogos spin-off's foram desenvolvidos pela Creatures Inc. Os jogos eletrônicos de Pokémon são desenvolvidos exclusivamente para Nintendo portátil, consoles de jogos eletrônicos e os PCs que datam do Game Boy para a atual geração de consoles de jogos eletrônicos.

## Jogos de RPG

### Série de jogos principais e remakes
| Título | Detalhes |
| --- | --- |
| Pocket Monsters Red e Green Pocket Monsters Blue Pokémon Red e Blue Version Datas de lançamento originais: - JP: 27 de fevereiro de 1996 (Red e Green) - JP: 15 de outubro de 1996 (Blue) - AN: 30 de setembro de 1998 - EU: 1 de outubro de 1999 - AU: 1998 | Anos de lançamento por sistema: 1996—Game Boy |
| Pocket Monsters Red e Green Pocket Monsters Blue Pokémon Red e Blue Version Datas de lançamento originais: - JP: 27 de fevereiro de 1996 (Red e Green) - JP: 15 de outubro de 1996 (Blue) - AN: 30 de setembro de 1998 - EU: 1 de outubro de 1999 - AU: 1998 | Notas: - Conhecido no Japão como Pocket Monsters Aka (ポケットモンスター赤, Poketto Monsutā Aka, lit. "Pocket Monsters Vermelho"), Pocket Monsters Ao (ポケットモンスター青, Poketto Monsutā Ao, lit. "Pocket Monsters Azul"') e Pocket Monsters Midori (ポケットモンスター緑, Poketto Monsutā Midori, lit. "Pocket Monsters Verde") respectivamente. - São os primeiros títulos da série Pokémon. - Red e Green foram vendidos pela primeira vez no Japão, com o Blue lançado alguns meses mais tarde, com gráficos atualizados e diálogo. - Os lançamentos americanos eram Red e Blue, com a distribuição japonesa eram Pokémon Red e Green, e a atualização japonês de Blue. - Remakes foram feitos para o Game Boy Advance, que foi lançada em 2004 como Pokémon FireRed e Pokémon LeafGreen. - Os três jogos combinados venderam mais do que qualquer outro jogo em Game Boy.[carece de fontes?] |
| Pokémon Yellow: Special Pikachu Edition Datas de lançamento originais: - JP: 12 de setembro de 1998 - AN: 19 de outubro de 1999 - AU: 1999[carece de fontes?] - EU: 16 de junho de 2000                                                                      | Anos de lançamento por sistema: 1998—Game Boy Color |
| Pokémon Yellow: Special Pikachu Edition Datas de lançamento originais: - JP: 12 de setembro de 1998 - AN: 19 de outubro de 1999 - AU: 1999[carece de fontes?] - EU: 16 de junho de 2000                                                                      | Notas: - Conhecido no Japão como Pocket Monsters Pikachu (ポケットモンスターピカチュウ, Poketto Monsutā Pikachū, lit. "Pocket Monsters Pikachu"). - É o único Pokémon principal que segue atrás de você, tornando-se o primeiro jogo Pokémon a fazer isso. - É uma versão estendido de Pokémon Red e Blue. [carece de fontes?] - Empacotado como um título Game Boy fora do Japão, mas é na verdade um título Game Boy Color nessas regiões. [carece de fontes?] - O enredo deste jogo, se assemelha o anime Pokémon. |
| Pokémon Gold e Silver Version Datas de lançamento originais: - JP: 21 de novembro de 1999 - AU: 4 de setembro de 2000[carece de fontes?] - AN: 15 de outubro de 2000 - EU: 06 de abril de 2001                                                               | Anos de lançamento por sistema: 1999—Game Boy Color |
| Pokémon Gold e Silver Version Datas de lançamento originais: - JP: 21 de novembro de 1999 - AU: 4 de setembro de 2000[carece de fontes?] - AN: 15 de outubro de 2000 - EU: 06 de abril de 2001                                                               | Notas: - Conhecido no Japão como Pocket Monsters Gold e Silver (ポケットモンスター 金・銀, Poketto Monsutā Kin e Gin, lit. "Pocket Monsters Ouro e Prata") - Introduzida a segunda geração de Pokémon para video games. [carece de fontes?] - Usando cartuchos para Game Boy, mas foi embalado como jogos de Game Boy Color. [carece de fontes?] - Remakes foram feitas para a Nintendo DS, que foi lançada em 2004 como Pokémon HeartGold e Pokémon SoulSilver. - Foram os primeiros games Pokémon lançado na Coreia do Sul, em 2002. |
| Pokémon Crystal Version Datas de lançamento originais: - JP: 14 de dezembro de 2000 - AN: 29 de julho de 2001 - AU: Setembro de 2001[carece de fontes?] - EU: 01 de novembro de 2001                                                                         | Anos de lançamento por sistema: 2000—Game Boy Color |
| Pokémon Crystal Version Datas de lançamento originais: - JP: 14 de dezembro de 2000 - AN: 29 de julho de 2001 - AU: Setembro de 2001[carece de fontes?] - EU: 01 de novembro de 2001                                                                         | Notas: - Conhecido no Japão como Pocket Monsters Crystal (ポケットモンスター クリスタル, Poketto Monsutā Kurisutaru, lit. "Pocket Monsters Cristal"). - É uma versão estendido de Pokémon Gold e Silver. - Foi a primeira a introduzir um personagem jogável do sexo feminino. - Foi o primeiro jogo onde os Pokémon se movimentam durante as batalhas. |
| Pokémon Ruby e Sapphire Version Datas de lançamento originais: - JP: 21 de novembro de 2002 - AN: 19 de março de 2003 - AU: 03 de abril de 2002[carece de fontes?] - EU: 25 de julho de 2002                                                                 | Anos de lançamento por sistema: 2002—Game Boy Advance |
| Pokémon Ruby e Sapphire Version Datas de lançamento originais: - JP: 21 de novembro de 2002 - AN: 19 de março de 2003 - AU: 03 de abril de 2002[carece de fontes?] - EU: 25 de julho de 2002                                                                 | Notas: - Conhecido no Japão como Pocket Monsters Ruby e Sapphire (ポケットモンスター ルビー・サファイア, Poketto Monsutā Rubī e Safaia, lit. "Pocket Monsters Rubi e Safira"). - Os dois títulos combinados venderam mais do que qualquer outro jogo em Game Boy Advance. - Introduziu a terceira geração de Pokémon para video games. - Remakes de Ruby e Sapphire chamado Pokémon OmegaRuby e Pokémon AlphaSapphire, saiu em novembro de 2014 para o Nintendo 3DS. |
| Pokémon FireRed e LeafGreen Version Datas de lançamento originais: - JP: 29 de janeiro de 2004 - AN: 07 de setembro de 2004 - AU: 23 de setembro de 2004[carece de fontes?] - EU: 01 de outubro de 2004                                                      | Anos de lançamento por sistema: 2004—Game Boy Advance |
| Pokémon FireRed e LeafGreen Version Datas de lançamento originais: - JP: 29 de janeiro de 2004 - AN: 07 de setembro de 2004 - AU: 23 de setembro de 2004[carece de fontes?] - EU: 01 de outubro de 2004                                                      | Notas: - Conhecido no Japão como Pocket Monsters FireRed e LeafGreen (ポケットモンスター ファイアレッド・リーフグリーン, Poketto Monsutā Faiareddo e Rīfugurīn, lit. "Pocket Monsters Fogo Vermelho e Grama Verde"). - É um remake reforçada de Pokémon Red e Blue. |
| Pokémon Emerald Version Datas de lançamento originais: - JP: 16 de setembro de 2004 - AN: 01 de maio de 2005 - AU: 09 de junho de 2005 - EU: 21 de outubro de 2005                                                                                           | Anos de lançamento por sistema: 2004—Game Boy Advance |
| Pokémon Emerald Version Datas de lançamento originais: - JP: 16 de setembro de 2004 - AN: 01 de maio de 2005 - AU: 09 de junho de 2005 - EU: 21 de outubro de 2005                                                                                           | Notas: - Conhecido no Japão como Pocket Monsters Emerald (ポケットモンスター エメラルド, Poketto Monsuta Emerarudo, lit. "Pocket Monsters Esmeralda"). - É uma versão estendido de Pokémon Ruby e Sapphire |
| Pokémon Diamond e Pearl Version Datas de lançamento originais: - JP: 28 de setembro de 2006 - AN: 22 de abril de 2007 - AU: 21 de junho de 2007 - EU: 27 de julho de 2007                                                                                    | Anos de lançamento por sistema: 2006/2007—Nintendo DS |
| Pokémon Diamond e Pearl Version Datas de lançamento originais: - JP: 28 de setembro de 2006 - AN: 22 de abril de 2007 - AU: 21 de junho de 2007 - EU: 27 de julho de 2007                                                                                    | Notas: - Conhecido no Japão como Pocket Monsters Diamond e Pearl (ポケットモンスター ダイアモンド・パール, Poketto Monsutā Daiamondo e Pāru, lit. "Pocket Monsters Diamante e Pérola"). - Introduziu a quarta geração de Pokémon para video games. |
| Pokémon Platinum Version Datas de lançamento originais: - JP: 13 de setembro de 2008 - AN: 22 de março de 2009 - AU: 14 de maio de 2009 - EU: 22 de maio de 2009                                                                                             | Anos de lançamento por sistema: 2008/2009—Nintendo DS |
| Pokémon Platinum Version Datas de lançamento originais: - JP: 13 de setembro de 2008 - AN: 22 de março de 2009 - AU: 14 de maio de 2009 - EU: 22 de maio de 2009                                                                                             | Notas: - Conhecido no Japão como Pocket Monsters Platinum (ポケットモンスタープラチナ, Poketto Monsutā Purachina, lit. Pocket Monsters Platina) - É a versão estendido de Pokémon Diamond e Pearl. |
| Pokémon HeartGold e SoulSilver Version Datas de lançamento originais: - JP: 12 de setembro de 2009 - AN: 14 de março de 2010 - EU: 26 de março de 2010 - AU: 25 de março de 2010 - BR: 02 de abril de 2010                                                   | Anos de lançamento por sistema: 2009/2010—Nintendo DS |
| Pokémon HeartGold e SoulSilver Version Datas de lançamento originais: - JP: 12 de setembro de 2009 - AN: 14 de março de 2010 - EU: 26 de março de 2010 - AU: 25 de março de 2010 - BR: 02 de abril de 2010                                                   | Notas: - Conhecido no Japão como Pocket Monsters HeartGold e SoulSilver (ポケットモンスター ハートゴールド・ソウルシルバー, Poketto Monsutā Hāto Gōrudo, Souru Shirubā, lit. Pocket Monsters Coração de Ouro e Alma de Prata) - É um remake reforçada de Pokémon Gold e Silver. |
| Pokémon Black e White Version Datas de lançamento originais: - JP: 18 de setembro de 2010 - AN: 06 de março de 2011 - EU: 04 de março de 2011 - AU: 10 de março de 2011 - BR: 26 de março de 2011                                                            | Anos de lançamento por sistema: 2010/2011—Nintendo DS |
| Pokémon Black e White Version Datas de lançamento originais: - JP: 18 de setembro de 2010 - AN: 06 de março de 2011 - EU: 04 de março de 2011 - AU: 10 de março de 2011 - BR: 26 de março de 2011                                                            | Notas: - Conhecido no Japão como Pocket Monsters Black e White (ポケットモンスターブラック・ホワイト, Poketto Monsutā Burakku Howaito, lit. Pocket Monsters Preto e Branco) - Introduziu a quinta geração de Pokémon para video games. |
| Pokémon Black 2 e White 2 Version Datas de lançamento originais: - JP: 23 de junho de 2012 - AN: 7 de outubro de 2012 - AU: 11 de outubro de 2012 - BR: 12 de outubro de 2012 - EU: 12 de outubro de 2012                                                    | Anos de lançamento por sistema: 2012—Nintendo DS |
| Pokémon Black 2 e White 2 Version Datas de lançamento originais: - JP: 23 de junho de 2012 - AN: 7 de outubro de 2012 - AU: 11 de outubro de 2012 - BR: 12 de outubro de 2012 - EU: 12 de outubro de 2012                                                    | Notas: - Conhecido no Japão como Pocket Monsters Black 2 e White 2 (ポケットモンスター ブラック2&ホワイト2, Poketto Monsutā Burakku Tsū & Howaito Tsū, lit. Pocket Monsters Preto 2 e Branco 2) - Anunciado em fevereiro de 2012 - Sequência de Pokémon Black e White, utilizando o mesmo mapa com locais adicionais e várias mudanças dois anos depois. |
| Pokémon X e Y Data de lançamento original: - WW: 12 de outubro de 2013 | Anos de lançamento por sistema: 2013—Nintendo 3DS |
| Pokémon X e Y Data de lançamento original: - WW: 12 de outubro de 2013 | Notas: - Conhecido no Japão como Pocket Monsters X e Y (ポケットモンスター X・Y, Poketto Monsutā Ekkusu & Wai, lit. Pocket Monsters X e Y) - Anunciado em janeiro de 2013 - Introduziu a sexta geração de Pokémon para video games. - Os primeiros jogos Pokémon para ter um lançamento simultâneo em todo o mundo. - Primeiros jogos da série principal RPG para caracterizar completamente gráficos poligonais 3D. |
| Pokémon Omega Ruby e Alpha Sapphire Datas de lançamento originais: - JP: 21 de novembro de 2014 - EU: 28 de novembro de 2014 - AN: 21 de novembro de 2014 - AU: 21 de novembro de 2014 - BR: 5 de dezembro de 2014                                           | Anos de lançamento por sistema: 2014—Nintendo 3DS |
| Pokémon Omega Ruby e Alpha Sapphire Datas de lançamento originais: - JP: 21 de novembro de 2014 - EU: 28 de novembro de 2014 - AN: 21 de novembro de 2014 - AU: 21 de novembro de 2014 - BR: 5 de dezembro de 2014                                           | Notas: - Conhecido no Japão como Pocket Monsters Omega Ruby e Alpha Sapphire (ポケットモンスター オメガルビー&アルファサファイア, Poketto Monsutā Omega Rubī & Arufa Safaia, lit. Pocket Monsters Ômega Rubi e Alfa Safira) - Anunciado em maio de 2014 - É um remake reforçada de Pokémon Ruby e Sapphire. |
| Pokémon Sun e Moon Datas de lançamento originais: - WW: 18 de novembro de 2016 - EU: 23 de novembro de 2016 | Anos de lançamento por sistema: 2016—Nintendo 3DS |
| Pokémon Sun e Moon Datas de lançamento originais: - WW: 18 de novembro de 2016 - EU: 23 de novembro de 2016 | Notas: - Conhecido no Japão como Pocket Monsters Sun e Moon (ポケットモンスターサン・ムーン, Poketto Monsutā San and Mūn, lit. Pocket Monsters Sol e Lua) - Introduziu a sétima geração de Pokémon para video games. |
| Pokémon Ultra Sun e Ultra Moon Data de lançamento original: - WW: 17 de novembro de 2017 | Anos de lançamento por sistema: 2017—Nintendo 3DS |
| Pokémon Ultra Sun e Ultra Moon Data de lançamento original: - WW: 17 de novembro de 2017 | Notas: - Conhecido no Japão como Pocket Monsters Ultra Sun e Ultra Moon (ポケットモンスター ウルトラサン・ウルトラムーン, Poketto Monsutā Urutora San and Urutora mūn, lit. Pocket Monsters Ultra Sol e Ultra Lua) - Extensão de Pokémon Sun e Moon, utilizando o mesmo mapa com locais adicionais. - Estes são os primeiros jogos da franquia a introduzir novos Pokémon no meio de uma geração. |
| Pokémon Let's Go, Pikachu! e Let's Go, Eevee! Data de lançamento original: - WW: 16 de novembro de 2018 | Anos de lançamento por sistema: 2018—Nintendo Switch |
| Pokémon Let's Go, Pikachu! e Let's Go, Eevee! Data de lançamento original: - WW: 16 de novembro de 2018 | Notas: - Conhecido no Japão como Pocket Monsters Let's GO Pikachu e Let's GO Eevee (ポケットモンスター Let's GO！ ピカチュウ・Let's GO！ イーブイ, Poketto Monsutā Let's GO! Pikachū・Let's GO! Ībui, lit. Pocket Monsters Vamos Lá! Pikachu e Vamos Lá Eevee) - É um segundo remake de Pokémon Red e Blue. - É o primeiro jogo utilizado no console Nintendo Switch. |
| Pokémon Sword e Shield Data de lançamento original: - WW: 15 de novembro de 2019 | Anos de lançamento por sistema: 2019—Nintendo Switch |
| Pokémon Sword e Shield Data de lançamento original: - WW: 15 de novembro de 2019 | Notas: - Conhecido no Japão como Pocket Monsters Sword e Shield (ポケットモンスター ソード・シールド, Poketto Monsutā Sōdo・Shīrudo, lit. Pocket Monsters Espada e Escudo) - É o primeiro jogo a não constar com todos os Pokémon que já foram introduzidas nos games passados. - É o segundo jogo utilizado no console Nintendo Switch. - Introduziu a oitava geração de Pokémon para video games. |
| Pokémon Brilliant Diamond e Shining Pearl Data de lançamento original: - WW: 19 de novembro de 2021 | Anos de lançamento por sistema: 2021—Nintendo Switch |
| Pokémon Brilliant Diamond e Shining Pearl Data de lançamento original: - WW: 19 de novembro de 2021 | Notas: - Conhecido no Japão como Pocket Monsters Brilliant Diamond e Shining Pearl (ポケットモンスター ブリリアントダイヤモンド・シャイニングパール, Poketto Monsutā Azayaka-sa Daiamondo ・ Shainingu Pāru, lit. Pocket Monsters Diamante Brilhante e Pérola Reluzente) - É o primeiro jogo da série principal a não ser produzido pela Game Freak. - É o terceiro jogo utilizado no console Nintendo Switch. - É um remake reforçada de Pokémon Diamond e Pearl. |
| Pokémon Legends: Arceus Data de lançamento original: - WW: 22 de janeiro de 2022 | Anos de lançamento por sistema: 2022—Nintendo Switch |
| Pokémon Legends: Arceus Data de lançamento original: - WW: 22 de janeiro de 2022 | Notas: - Conhecido no Japão como Pocket Monsters Legends Arceus (ポケットモンスター 伝説 アルセウス, Poketto Monsutā Densetsu Aruseusu, lit. Pokémon Lendas: Arceus) - É o primeiro jogo totalmente mundo aberto. - É o quarto jogo utilizado no console Nintendo Switch. - É o primeiro jogo da série principal a se passar no passado. - Diferente dos Remakes de Diamond e Pearl, Legends: Arceus vai ser totalmente produzido pela Game Freak. |
| Pokémon Scarlet e Violet Data de lançamento original: - WW: 18 de novembro de 2022 | Anos de lançamento por sistema: 2022—Nintendo Switch |
| Pokémon Scarlet e Violet Data de lançamento original: - WW: 18 de novembro de 2022 | Notas: - Conhecido no Japão como Pocket Monsters Scarlet e Violet (ポケットモンスター スカーレットバイオレット, Poketto Monsutā Sukaaretto・Baioretto, lit. Pokémon Escarlate e Violeta) - É o segundo totalmente em mundo aberto. - É o quinto jogo utilizado no console Nintendo Switch. - É o primeiro jogo da serie principal lançado no mesmo ano que o seu antecessor. - Introduzira a nona geração de Pokémon nos video games. |
| Pokémon Legends: Z-A Data de lançamento original: - WW: 16 de outubro de 2025 | Anos de lançamento por sistema: 2025—Nintendo Switch |
| Pokémon Legends: Z-A Data de lançamento original: - WW: 16 de outubro de 2025 | Notas: - Conhecido no Japão como Pocket Monsters Legends Z-A (ポケットモンスター伝説ゼットエー, Poketto Monsutā Densetsu Zettoē, lit. Pokémon Lendas: Z-A) - Anunciado em fevereiro de 2024 - É o sexto jogo utilizado no console Nintendo Switch. - Sequência de Pokémon X e Y - É o primeiro jogo da serie principal que vai ser lançado cross-gen. |

### Série de jogos laterais

#### SériePokémon Stadium
| Título | Detalhes |
| --- | --- |
| Pocket Monsters Stadium Data de lançamento original: - JP: 1 de agosto de 1998                                                      | Anos de lançamento por sistema: 1998—Nintendo 64 |
| Pocket Monsters Stadium Data de lançamento original: - JP: 1 de agosto de 1998                                                      | Notas: - Conhecido no Japão como Pocket Monsters Sutajiamu (ポケモンスタジアム, lit. Pocket Monsters Estádio)                                                                              |
| Pokémon Stadium Datas de lançamento originais: - JP: 30 de abril de 1999 - AN: 29 de fevereiro de 2000 - PAL: 7 de abril de 2000    | Anos de lançamento por sistema: 1999—Nintendo 64 |
| Pokémon Stadium Datas de lançamento originais: - JP: 30 de abril de 1999 - AN: 29 de fevereiro de 2000 - PAL: 7 de abril de 2000    | Notas: - Conhecido no Japão como Pocket Monsters Sutajiamu 2 (ポケモンスタヅアム２, Poketto Monsutā Sutajiamu Tsū, lit. Pocket Monsters Estádio 2) e também como Pocket Monsters Stadium 2 |
| Pokémon Stadium 2 Datas de lançamento originais: - JP: 14 de dezembro de 2000 - AN: 28 de março de 2001 - EU: 19 de outubro de 2001 | Anos de lançamento por sistema: 2000—Nintendo 64 |
| Pokémon Stadium 2 Datas de lançamento originais: - JP: 14 de dezembro de 2000 - AN: 28 de março de 2001 - EU: 19 de outubro de 2001 | Notas: - Conhecido no Japão como Pocket Monsters Stadium Kin Gin (ポケモンスタジアム金銀, Poketto Monsutā Sutajiamu Kin Gin, lit. Pocket Monsters Estádio Parente Gin)                     |

#### Outros jogos laterais
| Título | Detalhes |
| --- | --- |
| Pokémon Box: Ruby and Sapphire Datas de lançamento originais: - JP: 30 de maio de 2003 - AN: 12 de julho de 2004 - EU: 14 de maio de 2004 - AU: 16 de julho de 2004        | Anos de lançamento por sistema: 2003 – GameCube |
| Pokémon Box: Ruby and Sapphire Datas de lançamento originais: - JP: 30 de maio de 2003 - AN: 12 de julho de 2004 - EU: 14 de maio de 2004 - AU: 16 de julho de 2004        | Notas: Desenvolvido pela Nintendo. |
| Pokémon Colosseum Datas de lançamento originais: - JP: 21 de novembro de 2003 - AN: 22 de março de 2004 - EU: 14 de maio de 2004                                           | Anos de lançamento por sistema: 2003—GameCube |
| Pokémon Colosseum Datas de lançamento originais: - JP: 21 de novembro de 2003 - AN: 22 de março de 2004 - EU: 14 de maio de 2004                                           | Notas: - Conhecido no Japão como Pocket Monsters Colosseum (ポケモンコロシアム, Poketto Monsutā Koroshiamu, lit. Pocket Monsters Coliseu)                                                                                   |
| Pokémon XD: Gale of Darkness Datas de lançamento originais: - JP: 4 de agosto de 2005 - AN: 3 de outubro de 2005 - EU: 18 de novembro de 2005 - AU: 10 de novembro de 2005 | Anos de lançamento por sistema: 2005—GameCube |
| Pokémon XD: Gale of Darkness Datas de lançamento originais: - JP: 4 de agosto de 2005 - AN: 3 de outubro de 2005 - EU: 18 de novembro de 2005 - AU: 10 de novembro de 2005 | Notas: - Conhecido no Japão como Pocket Monsters XD Yami no Kaze Dark Lugia (ポケモンXD 闇の旋風ダーク・ルギア, Poketto Monsutā Ekkusudī Yami no Kaze Dāku Rugia, lit. Pocket Monsters Escuridão de Vento da Lugia Sombrio) |
| Pokémon Battle Revolution Datas de lançamento originais: - JP: 14 de dezembro de 2006 - AN: 25 de junho de 2007 - EU: 7 de dezembro de 2007 - AU: 22 de novembro de 2007   | Anos de lançamento por sistema: 2006—Wii |
| Pokémon Battle Revolution Datas de lançamento originais: - JP: 14 de dezembro de 2006 - AN: 25 de junho de 2007 - EU: 7 de dezembro de 2007 - AU: 22 de novembro de 2007   | Notas: - Conhecido no Japão como Pocket Monsters Battle Revolution (ポケモンバトルレボリューション, Poketto Monsutā Batoru Reboryūshon, lit. Pocket Monsters Revolução da Batalha)                                          |
| Pokémon Conquest Datas de lançamento originais: - JP: 17 de março de 2012 - AN: 18 de junho de 2012 - AU: 21 de junho de 2012                                              | Anos de lançamento por sistema: 2012 – Nintendo DS |
| Pokémon Conquest Datas de lançamento originais: - JP: 17 de março de 2012 - AN: 18 de junho de 2012 - AU: 21 de junho de 2012                                              | Notas: - Desenvolvido pela Tecmo Koei. - Crossover com jogo de estratégia Nobunaga's Ambition. - Conhecido no Japão como Pokemon Plus - Nobunaga no Yabou.                                                                  |
| My Pokémon Ranch Datas de lançamento originais: - JP: 28 de março de 2008 - AN: 9 de junho de 2008 - EU: 4 de julho de 2008 - AU: 4 de julho de 2008                       | Anos de lançamento por sistema: 2008 – WiiWare |
| My Pokémon Ranch Datas de lançamento originais: - JP: 28 de março de 2008 - AN: 9 de junho de 2008 - EU: 4 de julho de 2008 - AU: 4 de julho de 2008                       | Notas: Desenvolvido pela Ambrella. |

## Jogos spin-off

### Jogos deTCG
| Título | Detalhes |
| --- | --- |
| Pokémon Trading Card Game Datas de lançamento originais: - JP: 18 de dezembro de 1998 - AN: 10 de abril de 2000 - AU: 11 de julho de 2014 - EU: 15 de dezembro de 2000 | Anos de lançamento por sistema: 1998–Game Boy Color 2014–3DS Virtual Console 2016-Android |
| Pokémon Trading Card Game Datas de lançamento originais: - JP: 18 de dezembro de 1998 - AN: 10 de abril de 2000 - AU: 11 de julho de 2014 - EU: 15 de dezembro de 2000 | Notas: - Conhecido no Japão como Pocket Monsters Card GB (ポケモンカードGB, Poketto Monsutā Kādo Jī Bī, lit. Pocket Monsters Cartão GB) |
| Pokémon Card GB2: Here Comes Great Team Rocket! Data de lançamento original: - JP: 28 de março de 2001                                                                 | Anos de lançamento por sistema: 2001–Game Boy Color |
| Pokémon Card GB2: Here Comes Great Team Rocket! Data de lançamento original: - JP: 28 de março de 2001                                                                 | Notas: - Conhecido no Japão como Pocket Monsters Card GB2: Here Comes Great Team Rocket! (ポケモンカードGB2 GR団参上!, Poketto Monsutā Kādo Jī Bī Tsū Gurēto Roketto-dan Sanjō!, lit. Pocket Monsters Cartão GB2: Vem Aqui a Grande Equipe Rocket) |
| Pokémon TCG Online Datas de lançamento originais: - WW: 24 de março de 2011                                                                                            | Anos de lançamento por sistema: 2011 – Browser 2012 – Windows 2012 – OS X 2014 – iPad 2016 – Android |
| Pokémon TCG Online Datas de lançamento originais: - WW: 24 de março de 2011                                                                                            | Notas: Desenvolvido pela Dire Wolf Digital. |

### Jogos de pinball
| Título | Detalhes |
| --- | --- |
| Pokémon Pinball Datas de lançamento originais: - JP: 14 de abril de 1999 - AN: 28 de junho de 1999 - AU: 13 de julho de 1999 - EU: 6 de outubro de 2000                        | Anos de lançamento por sistema: 1999–Game Boy Color |
| Pokémon Pinball Datas de lançamento originais: - JP: 14 de abril de 1999 - AN: 28 de junho de 1999 - AU: 13 de julho de 1999 - EU: 6 de outubro de 2000                        | Notas: - Conhecido no Japão como Pocket Monsters Pinball (ポケモンピンボール, Poketto Monsutā Pinbōru, lit. Pocket Monsters Pinball)                                                                  |
| Pokémon Pinball: Ruby & Sapphire Datas de lançamento originais: - JP: 1 de agosto de 2003 - AN: 25 de agosto de 2003 - EU: 14 de novembro de 2003 - AU: 26 de setembro de 2003 | Anos de lançamento por sistema: 2003–Game Boy Advance 2015–Wii U Virtual Console |
| Pokémon Pinball: Ruby & Sapphire Datas de lançamento originais: - JP: 1 de agosto de 2003 - AN: 25 de agosto de 2003 - EU: 14 de novembro de 2003 - AU: 26 de setembro de 2003 | Notas: - Conhecido no Japão como Pocket Monsters Pinball: Ruby & Sapphire (ポケモンピンボール ルビー＆サファイア, Poketto Monsutā Pinbōru Rubī & Safaia, lit. Pocket Monsters Pinball: Rubi e Safira) |

### Séries deMystery Dungeon
| Título | Detalhes |
| --- | --- |
| Pokémon Mystery Dungeon: Blue Rescue Team e Red Rescue Team Datas de lançamento originais: - JP: 17 de novembro de 2005 - AN: 18 de setembro de 2006 - AU: 28 de setembro de 2006 - EU: 10 de novembro de 2006 | Anos de lançamento por sistema: 2005 – Game Boy Advance, Nintendo DS 2016 – Wii U Virtual Console                                                                                              |
| Pokémon Mystery Dungeon: Blue Rescue Team e Red Rescue Team Datas de lançamento originais: - JP: 17 de novembro de 2005 - AN: 18 de setembro de 2006 - AU: 28 de setembro de 2006 - EU: 10 de novembro de 2006 | Notas: - Lançado por duas plataformas: - Red Rescue Team foi lançado pelo Game Boy Advance. - Blue Rescue Team foi lançado pelo Nintendo DS. - Desenvolvido pela Chunsoft.                     |
| Pokémon Mystery Dungeon: Explorers of Time e Explorers of Darkness Datas de lançamento originais: - JP: 13 de setembro de 2007 - AN: 20 de abril de 2008 - EU: 4 de julho de 2008 - AU: 19 de junho de 2008    | Anos de lançamento por sistema: 2007 – Nintendo DS |
| Pokémon Mystery Dungeon: Explorers of Time e Explorers of Darkness Datas de lançamento originais: - JP: 13 de setembro de 2007 - AN: 20 de abril de 2008 - EU: 4 de julho de 2008 - AU: 19 de junho de 2008    | Notas: Desenvolvido pela Chunsoft. |
| Pokémon Mystery Dungeon: Explorers of Sky Datas de lançamento originais: - JP: 18 de abril de 2009 - AN: 12 de outubro de 2009 - EU: 20 de novembro de 2009 - AU: 12 de novembro de 2009                       | Anos de lançamento por sistema: 2009 – Nintendo DS 2016 – Wii U Virtual Console |
| Pokémon Mystery Dungeon: Explorers of Sky Datas de lançamento originais: - JP: 18 de abril de 2009 - AN: 12 de outubro de 2009 - EU: 20 de novembro de 2009 - AU: 12 de novembro de 2009                       | Notas: - Remake aprimorado de Pokémon Mystery Dungeon: Explorers of Time e Explorers of Darkness. - Desenvolvido pela Chunsoft.                                                                |
| Pokémon Mystery Dungeon: Keep Going! Blazing Adventure Squad!, Let's Go! Stormy Adventure Squad!, and Go For It! Light Adventure Squad! Data de lançamento original: - JP: 4 de agosto de 2009                 | Anos de lançamento por sistema: 2009 – WiiWare |
| Pokémon Mystery Dungeon: Keep Going! Blazing Adventure Squad!, Let's Go! Stormy Adventure Squad!, and Go For It! Light Adventure Squad! Data de lançamento original: - JP: 4 de agosto de 2009                 | Notas: - Primeiro jogo Pokémon Mystery Dungeon em um console doméstico. - Desenvolvido pela Chunsoft. - Somente lançado no Japão.                                                              |
| Pokémon Mystery Dungeon: Gates to Infinity Datas de lançamento originais: - JP: 23 de novembro de 2012 - AN: 24 de março de 2013 - EU: 17 de maio de 2013 - AU: 18 de maio de 2013                             | Anos de lançamento por sistema: 2012 – Nintendo 3DS |
| Pokémon Mystery Dungeon: Gates to Infinity Datas de lançamento originais: - JP: 23 de novembro de 2012 - AN: 24 de março de 2013 - EU: 17 de maio de 2013 - AU: 18 de maio de 2013                             | Notas: - Primeiro jogo de Pokémon Mystery Dungeon para Nintendo 3DS. - Desenvolvido pela Spike Chunsoft.                                                                                       |
| Pokémon Super Mystery Dungeon Datas de lançamento originais: - JP: 17 de setembro de 2015 - AN: 20 de novembro de 2015 - EU: 19 de fevereiro de 2016 - AU: 20 de fevereiro de 2016                             | Anos de lançamento por sistema: 2015 – Nintendo 3DS |
| Pokémon Super Mystery Dungeon Datas de lançamento originais: - JP: 17 de setembro de 2015 - AN: 20 de novembro de 2015 - EU: 19 de fevereiro de 2016 - AU: 20 de fevereiro de 2016                             | Notas: - Primeiro jogo de Pokémon Mystery Dungeon para ter (na época) todos os 720 Pokémon, todos os quais poderiam ser recrutados. - Desenvolvido pela Spike Chunsoft.                        |
| Pokémon Mystery Dungeon: Rescue Team DX Data de lançamento original: - WW: 6 de março de 2020 | Anos de lançamento por sistema: 2020 – Nintendo Switch |
| Pokémon Mystery Dungeon: Rescue Team DX Data de lançamento original: - WW: 6 de março de 2020 | Notas: - Remake do jogo de 2005 Pokémon Mystery Dungeon: Blue Rescue Team e Red Rescue Team. - Primeiro remake do jogo de Pokémon fora da série principal. - Desenvolvido pela Spike Chunsoft. |

### SériesRanger
| Título | Detalhes                                                                        |
| --- | ------------------------------------------------------------------------------- |
| Pokémon Ranger Datas de lançamento originais: - JP: 23 de março de 2006 - AN: 30 de outubro de 2006 - AU: 7 de dezembro de 2006 - EU: 13 de abril de 2007                        | Anos de lançamento por sistema: 2006 – Nintendo DS 2016 – Wii U Virtual Console |
| Pokémon Ranger Datas de lançamento originais: - JP: 23 de março de 2006 - AN: 30 de outubro de 2006 - AU: 7 de dezembro de 2006 - EU: 13 de abril de 2007                        | Notas: Desenvolvido pela HAL Laboratory e Creatures, Inc.                       |
| Pokémon Ranger: Shadows of Almia Datas de lançamento originais: - JP: 20 de março de 2008 - AN: 10 de novembro de 2008 - AU: 13 de novembro de 2008 - EU: 21 de novembro de 2008 | Anos de lançamento por sistema: 2008 – Nintendo DS 2016 – Wii U Virtual Console |
| Pokémon Ranger: Shadows of Almia Datas de lançamento originais: - JP: 20 de março de 2008 - AN: 10 de novembro de 2008 - AU: 13 de novembro de 2008 - EU: 21 de novembro de 2008 | Notas: Desenvolvido pela Creatures, Inc.                                        |
| Pokémon Ranger: Guardian Signs Datas de lançamento originais: - JP: 6 de março de 2010 - AN: 4 de outubro de 2010 - EU: 5 de novembro de 2010 - AU: 25 de novembro de 2010       | Anos de lançamento por sistema: 2010 – Nintendo DS 2016 – Wii U Virtual Console |
| Pokémon Ranger: Guardian Signs Datas de lançamento originais: - JP: 6 de março de 2010 - AN: 4 de outubro de 2010 - EU: 5 de novembro de 2010 - AU: 25 de novembro de 2010       | Notas: Desenvolvido pela Creatures, Inc.                                        |

### SériesRumble
| Título | Detalhes |
| --- | --- |
| Pokémon Rumble Datas de lançamento originais: - JP: 16 de junho de 2009 - AN: 16 de novembro de 2009 - EU: 20 de novembro de 2009                                    | Anos de lançamento por sistema: 2009 – WiiWare |
| Pokémon Rumble Datas de lançamento originais: - JP: 16 de junho de 2009 - AN: 16 de novembro de 2009 - EU: 20 de novembro de 2009                                    | Notas: Conhecido como Melee! Pokémon Scramble no Japão. |
| Pokémon Rumble Blast Datas de lançamento originais: - JP: 21 de agosto de 2011 - AN: 24 de outubro de 2011 - EU: 2 de dezembro de 2011 - BR: 10 de fevereiro de 2012 | Anos de lançamento por sistema: 2011 – Nintendo 3DS |
| Pokémon Rumble Blast Datas de lançamento originais: - JP: 21 de agosto de 2011 - AN: 24 de outubro de 2011 - EU: 2 de dezembro de 2011 - BR: 10 de fevereiro de 2012 | Notas: - Conhecido como Super Pokémon Scramble no Japão e como Super Pokémon Rumble' na região de PAL. - Sequência de Pokémon Rumble. |
| Pokémon Rumble U Datas de lançamento originais: - JP: 24 de abril de 2013 - PAL: 15 de agosto de 2013 - AN: 29 de agosto de 2013                                     | Anos de lançamento por sistema: 2013 – Wii U |
| Pokémon Rumble U Datas de lançamento originais: - JP: 24 de abril de 2013 - PAL: 15 de agosto de 2013 - AN: 29 de agosto de 2013                                     | Notas: - Conhecido no Pokémon Scramble U no Japão. - Sequência de Pokémon Rumble Blast. |
| Pokémon Rumble World Data de lançamento original: - WW: 8 de abril de 2015                                                                                           | Anos de lançamento por sistema: 2015 – Nintendo 3DS |
| Pokémon Rumble World Data de lançamento original: - WW: 8 de abril de 2015                                                                                           | Notas: - Conhecido como Everyone's Pokémon Scramble no Japão. - Sequência de Pokémon Rumble U. - Originalmente lançado no 3DS eShop como um jogo freemium em 2015, mas as versões físicas de varejo foram lançadas posteriormente em 2016. |
| Pokémon Rumble Rush Data de lançamento original: - AU: 15 de maio de 2019                                                                                            | Anos de lançamento por sistema: 2019 – Android |
| Pokémon Rumble Rush Data de lançamento original: - AU: 15 de maio de 2019                                                                                            | Notas: Primeiro lançado na Austrália e Nova Zelândia. |

### SériesSnap
| Título | Detalhes                                                                                                   |
| --- | --- |
| Pokémon Snap Datas de lançamento originais: - JP: 21 de março de 1999 - AN: 30 de junho de 1999 - PAL: 15 de setembro de 2000 | Anos de lançamento por sistema: 1999 – Nintendo 64 2007 – Wii Virtual Console 2017 – Wii U Virtual Console |
| Pokémon Snap Datas de lançamento originais: - JP: 21 de março de 1999 - AN: 30 de junho de 1999 - PAL: 15 de setembro de 2000 | Notas: Desenvolvido pela HAL Laboratory.                                                                   |
| New Pokémon Snap Data de lançamento original: - WW: Expectativa 30 de abril de 2021                                           | Anos de lançamento por sistema: 2021 – Nintendo Switch                                                     |
| New Pokémon Snap Data de lançamento original: - WW: Expectativa 30 de abril de 2021                                           | Notas: Desenvolvido pela Bandai Namco Studios.                                                             |

### Jogos de quebra-cabeça
| Título | Detalhes |
| --- | --- |
| Pokémon Puzzle Challenge Datas de lançamento originais: - JP: 21 de setembro de 2000 - AN: 4 de dezembro de 2000 - PAL: 15 de junho de 2001                                                  | Anos de lançamento por sistema: 2000–Game Boy Color 2014–3DS Virtual Console |
| Pokémon Puzzle Challenge Datas de lançamento originais: - JP: 21 de setembro de 2000 - AN: 4 de dezembro de 2000 - PAL: 15 de junho de 2001                                                  | Notas: - Conhecido no Japão como Pocket Monsters de Panepon (ポケモンでパネポン, Poketto Monsutā de Panepon) |
| Pokémon Puzzle League Datas de lançamento originais: Nintendo 64 - AN: 25 de setembro de 2000 - EU: 16 de março de 2001 Wii Virtual Console - AN: 5 de maio de 2008 - EU: 30 de maio de 2008 | Anos de lançamento por sistema: 2000–Nintendo 64 2014–Wii Virtual Console |
| Pokémon Puzzle League Datas de lançamento originais: Nintendo 64 - AN: 25 de setembro de 2000 - EU: 16 de março de 2001 Wii Virtual Console - AN: 5 de maio de 2008 - EU: 30 de maio de 2008 | Notas: - Primeiro video game de Pokémon, sem o Japão. |
| Pokémon Trozei! Datas de lançamento originais: - JP: 20 de outubro de 2005 - AN: 6 de março de 2006 - EU: 5 de maio de 2006 - AU: 28 de abril de 2006                                        | Anos de lançamento por sistema: 2005–Nintendo DS |
| Pokémon Trozei! Datas de lançamento originais: - JP: 20 de outubro de 2005 - AN: 6 de março de 2006 - EU: 5 de maio de 2006 - AU: 28 de abril de 2006                                        | Notas: - Conhecido no Japão como Pocket Monsters Trozei (ポケモントローゼ, Poketto Monsutā Torōze) |
| Pokémon Battle Trozei Data de lançamento original: - JP: 12 de março de 2014 - EU: 13 de março de 2014 - AN: 20 de março de 2014 - AU: 14 de março de 2014                                   | Anos de lançamento por sistema: 2014 – Nintendo 3DS |
| Pokémon Battle Trozei Data de lançamento original: - JP: 12 de março de 2014 - EU: 13 de março de 2014 - AN: 20 de março de 2014 - AU: 14 de março de 2014                                   | Notas: - Desenvolvido por Genius Sonority - Conhecido no Japão como Pocket Monsters Battle Trozei (ポケモンバトルトローゼ, Poketto Monsutā Batoru Torōze, lit. Pocket Monsters Batalha Trozei) - Conhecido na Europa e Austrália como Pokémon Link: Battle! |
| Pokémon Shuffle Data de lançamento original: - WW: 18 de fevereiro de 2015 | Anos de lançamento por sistema: 2015 – Nintendo 3DS, iOS, Android |
| Pokémon Shuffle Data de lançamento original: - WW: 18 de fevereiro de 2015 | Notas: - Desenvolvido por Genius Sonority - Conhecido no Japão como Pokétoru (ポケとる, Pokétoru, lit. Pokémon Aleatório) |
| Pokémon Picross Datas de lançamento originais: - JP: 2 de dezembro de 2015 - AN: 3 de dezembro de 2015 - EU: 3 de dezembro de 2015 - AU: 4 de dezembro de 2015                               | Anos de lançamento por sistema: 2015 – Nintendo 3DS |
| Pokémon Picross Datas de lançamento originais: - JP: 2 de dezembro de 2015 - AN: 3 de dezembro de 2015 - EU: 3 de dezembro de 2015 - AU: 4 de dezembro de 2015                               | Notas: - Desenvolvido por Jupiter Corporation - Conhecido no Japão como Pocket Monsters Picross (ポケモンピクロス, Poketto Monsutā Pikurosu) |
| Pokémon Café Mix Data de lançamento original: - WW: 23 de junho de 2020 | Anos de lançamento por sistema: 2020 - Nintendo Switch, Android, iOS |
| Pokémon Café Mix Data de lançamento original: - WW: 23 de junho de 2020 | Notas: Desenvolvido pela Genius Sonority. |

### SériesPikachu
| Título | Detalhes                                           |
| --- | -------------------------------------------------- |
| Hey You, Pikachu! Datas de lançamento originais: - JP: 12 de dezembro de 1998 - AN: 6 de novembro de 2000                     | Anos de lançamento por sistema: 1998 – Nintendo 64 |
| Hey You, Pikachu! Datas de lançamento originais: - JP: 12 de dezembro de 1998 - AN: 6 de novembro de 2000                     | Notas: Desenvolvido pela Ambrella.                 |
| Pokémon Channel Datas de lançamento originais: - JP: 18 de julho de 2003 - AN: 1 de dezembro de 2003 - EU: 2 de abril de 2004 | Anos de lançamento por sistema: 2003 – GameCube    |
| Pokémon Channel Datas de lançamento originais: - JP: 18 de julho de 2003 - AN: 1 de dezembro de 2003 - EU: 2 de abril de 2004 | Notas: Desenvolvido pela Ambrella.                 |

### Jogos de fliperama
| Título                                                                     | Detalhes |
| -------------------------------------------------------------------------- | --- |
| Pokémon Battrio Data de lançamento original: - JP: 21 de novembro de 2007  | Anos de lançamento por sistema: 2007 – Fliperama |
| Pokémon Battrio Data de lançamento original: - JP: 21 de novembro de 2007  | Notas: - Desenvolvido pela Takara Tomy e AQ Interactive. - Somente lançado no Japão. |
| Pokémon Tretta Data de lançamento original: - JP: 14 de julho de 2012      | Anos de lançamento por sistema: 2012 – Fliperama |
| Pokémon Tretta Data de lançamento original: - JP: 14 de julho de 2012      | Notas: - Desenvolvido pela Takara Tomy e Marvelous AQL. - Sequência de Pokémon Battrio. - Somente lançado no Japão.                                                                                           |
| Pokémon Tretta Lab Data de lançamento original: - JP: 10 de agosto de 2013 | Anos de lançamento por sistema: 2013 – Nintendo 3DS, Fliperama |
| Pokémon Tretta Lab Data de lançamento original: - JP: 10 de agosto de 2013 | Notas: - Desenvolvido pela Takara Tomy e Marvelous AQL. - Jogo para download que usa fichas de Pokémon Tretta e uma concha de hardware separado que é um analisador e um scanner. - Somente lançado no Japão. |
| Pokémon Ga-Olé Data de lançamento original: - JP: 7 de julho de 2016       | Anos de lançamento por sistema: 2016 – Fliperama |
| Pokémon Ga-Olé Data de lançamento original: - JP: 7 de julho de 2016       | Notas: - Segue a jogabilidade de Pokémon Battrio e Pokémon Tretta. - Desenvolvido pela Takara Tomy e Marvelous. - Somente lançado no Japão.                                                                   |

#### SériesPokkén Tournament
| Título | Detalhes |
| --- | --- |
| Pokkén Tournament Data de lançamento original: - JP: 16 de julho de 2015 (fliperama) - WW: 18 de março de 2016 (Wii U) | Anos de lançamento por sistema: 2016 – Wii U 2015 – Fliperama                                                                                             |
| Pokkén Tournament Data de lançamento original: - JP: 16 de julho de 2015 (fliperama) - WW: 18 de março de 2016 (Wii U) | Notas: - Desenvolvido pela Bandai Namco Studios. - Conhecido no Japão como Pokkén Tournament (ポッ拳 トーナメント, Pokken Tōnamento, lit. Pokken Torneio) |
| Pokkén Tournament DX Data de lançamento original: - WW: 22 de setembro de 2017                                         | Anos de lançamento por sistema: 2017 – Nintendo Switch |
| Pokkén Tournament DX Data de lançamento original: - WW: 22 de setembro de 2017                                         | Notas: Desenvolvido pela Bandai Namco Studios. |

### SériesPokéPark
| Título | Detalhes |
| --- | --- |
| PokéPark Wii: Pikachu's Adventure Datas de lançamento originais: - JP: 5 de dezembro de 2009 - EU: 9 de julho de 2010 - AN: 1 de novembro de 2010 - AU: 23 de setembro de 2010 | Anos de lançamento por sistema: 2009 – Wii 2016 – Wii U Virtual Console                                                                                          |
| PokéPark Wii: Pikachu's Adventure Datas de lançamento originais: - JP: 5 de dezembro de 2009 - EU: 9 de julho de 2010 - AN: 1 de novembro de 2010 - AU: 23 de setembro de 2010 | Notas: Desenvolvido pela Creatures, Inc. |
| PokéPark 2: Wonders Beyond Datas de lançamento originais: - JP: 12 de novembro de 2011 - AN: 27 de fevereiro de 2012 - EU: 23 de março de 2012 - AU: 29 de março de 2012       | Anos de lançamento por sistema: 2011 – Wii |
| PokéPark 2: Wonders Beyond Datas de lançamento originais: - JP: 12 de novembro de 2011 - AN: 27 de fevereiro de 2012 - EU: 23 de março de 2012 - AU: 29 de março de 2012       | Notas: - Inclui Pokémon da 5ª geração e 4 personagens jogáveis diferentes. - Desenvolvido pela Creatures, Inc. - Sequência de PokéPark Wii: Pikachu's Adventure. |

### Outros spin-offs
| Título | Detalhes |
| --- | --- |
| Pokémon Dash Datas de lançamento originais: - JP: 2 de dezembro de 2004 - EU: 11 de março de 2005 - AN: 14 de março de 2005 - AU: 7 de abril de 2005                      | Anos de lançamento por sistema: 2004 – Nintendo DS |
| Pokémon Dash Datas de lançamento originais: - JP: 2 de dezembro de 2004 - EU: 11 de março de 2005 - AN: 14 de março de 2005 - AU: 7 de abril de 2005                      | Notas: - Desenvolvido pela Ambrella. - Primeiro aparece no Pokemon da quarta geração (Munchlax). |
| Pokémate Data de lançamento original: - JP: 31 de dezembro de 2006 | Anos de lançamento por sistema: 2006 – Telefone celular |
| Pokémate Data de lançamento original: - JP: 31 de dezembro de 2006 | Notas: - Desenvolvido pela Square Enix. - Somente lançado no Japão. |
| Learn with Pokémon: Typing Adventure Datas de lançamento originais: - JP: 21 de abril de 2011 - EU: 21 de setembro de 2012                                                | Anos de lançamento por sistema: 2011 – Nintendo DS |
| Learn with Pokémon: Typing Adventure Datas de lançamento originais: - JP: 21 de abril de 2011 - EU: 21 de setembro de 2012                                                | Notas: - Cada cópia do jogo foi empacotada com um teclado sem fio. - Desenvolvido pela Genius Sonority. |
| Pokémon Bank Datas de lançamento originais: - JP: 25 de dezembro de 2013 - EU: 4 de fevereiro de 2014 - AN: 5 de fevereiro de 2014                                        | Anos de lançamento por sistema: 2013 - Nintendo 3DS |
| Pokémon Bank Datas de lançamento originais: - JP: 25 de dezembro de 2013 - EU: 4 de fevereiro de 2014 - AN: 5 de fevereiro de 2014                                        | Notas: Desenvolvido pela Game Freak. |
| Detective Pikachu Datas de lançamento originais: - JP: 3 de fevereiro de 2016 - AN: 23 de março de 2018 - EU: 23 de março de 2018 - AU: 24 de março de 2018               | Anos de lançamento por sistema: 2016 – Nintendo 3DS |
| Detective Pikachu Datas de lançamento originais: - JP: 3 de fevereiro de 2016 - AN: 23 de março de 2018 - EU: 23 de março de 2018 - AU: 24 de março de 2018               | Notas: - Desenvolvido pela Creatures, Inc.. - O jogo foi parcialmente lançado no Japão em 3 de fevereiro de 2016 como Meitantei Pikachu: Shin Konbi Tanjō. O resto do jogo foi lançado no Japão em 23 de março de 2018, juntamente com o lançamento internacional do jogo completo. |
| Pokémon Duel Datas de lançamento originais: - JP: 12 de abril de 2016 (Android) 16 de abril de 2016 (iOS) - WW: 24 de janeiro de 2017                                     | Anos de lançamento por sistema: 2016 – Android, iOS |
| Pokémon Duel Datas de lançamento originais: - JP: 12 de abril de 2016 (Android) 16 de abril de 2016 (iOS) - WW: 24 de janeiro de 2017                                     | Notas: Desenvolvido pela Heroz. |
| Pokémon GO Datas de lançamento originais: - AU: 6 de julho de 2016 - AN: 6 de julho de 2016 - EU: 13 de julho de 2016 - JP: 22 de julho de 2016 - BR: 3 de agosto de 2016 | Anos de lançamento por sistema: 2016 – Android, iOS |
| Pokémon GO Datas de lançamento originais: - AU: 6 de julho de 2016 - AN: 6 de julho de 2016 - EU: 13 de julho de 2016 - JP: 22 de julho de 2016 - BR: 3 de agosto de 2016 | Notas: - Desenvolvido pela Niantic, Inc. e Nintendo. - Jogo mais vendido em smartphone. |
| Pokémon: Magikarp Jump Data de lançamento original: - WW: 24 de maio de 2017                                                                                              | Anos de lançamento por sistema: 2017 – Android, iOS |
| Pokémon: Magikarp Jump Data de lançamento original: - WW: 24 de maio de 2017                                                                                              | |
| Pokémon Quest Data de lançamento original: - WW: 30 de maio de 2018 | Anos de lançamento por sistema: 2018 - Nintendo Switch, Android, iOS |
| Pokémon Quest Data de lançamento original: - WW: 30 de maio de 2018 | Notas: Desenvolvido pela Game Freak. |
| Pokémon Masters EX Data de lançamento original: - AN: 29 de agosto de 2019                                                                                                | Anos de lançamento por sistema: 2019 - Android, iOS |
| Pokémon Masters EX Data de lançamento original: - AN: 29 de agosto de 2019                                                                                                | Notas: Desenvolvido pela DeNA. |
| Pokémon HOME Datas de lançamento originais: - WW: 12 de fevereiro de 2020                                                                                                 | Anos de lançamento por sistema: 2020 - Nintendo Switch, iOS, Android |
| Pokémon HOME Datas de lançamento originais: - WW: 12 de fevereiro de 2020                                                                                                 | Notas: Desenvolvido pela The Pokémon Company. |
| Pokémon Smile Data de lançamento original: - WW: 27 de junho de 2020 | Anos de lançamento por sistema: 2020 – iOS, Android |
| Pokémon Smile Data de lançamento original: - WW: 27 de junho de 2020 | Notas: Desenvolvido pela The Pokémon Company. |
| Pokémon Unite Data de lançamento original: - WW: 21 de julho de 2021 (Nintendo Switch) 22 de setembro de 2021 (Aplicativos móveis)                                        | Anos de lançamento por sistema: 2021 - Nintendo Switch, iOS, Android |
| Pokémon Unite Data de lançamento original: - WW: 21 de julho de 2021 (Nintendo Switch) 22 de setembro de 2021 (Aplicativos móveis)                                        | Notas: Desenvolvido pela Tencent e TiMi Studios. |
| Pokémon Sleep Data de lançamento original: - WW: 2023 | Anos de lançamento por sistema: 2023 - iOS, Android |
| Pokémon Sleep Data de lançamento original: - WW: 2023 | Notas: Desenvolvido pela Select Button e Niantic. |

## Portáteis Dedicados
- Pokémon Pikachu
- Pokémon mini (2002)